# Дамский литературный клуб
Дамский литературный клуб (англ. Ladies Literary Club Clubhouse) — старейший женский клуб в США к западу от реки Миссисипи.
Здание клуба по адресу 850 East South Temple St. в Солт-Лейк-Сити, штат Юта, было построено в 1913 году. Оно было спроектировано архитекторами Treganza & Ware в стиле школы прерий.

## История
Клуб был основан в 1877 году и является старейшим женским клубом в Соединённых Штатах к западу от реки Миссисипи. Он является преемником литературного клуба «Голубой чай», основанного в 1876 году Дженни Андерсон-Фройсет.
Его первым президентом была госпожа Элиза Кертли Ройл, чей дом, построенный в 1875 году, также внесён в список NRHP.

## Нынешнее положение
Клуб был внесён в Национальный реестр исторических мест США в 1978 году.
В 2013 году «Клуб» пожертвовали здание Фонду наследия Юты, некоммерческой организации, чьей миссией является сохранение, защита и популяризация исторической застройки Юты. Фонд наследия Юты принял на себя управление с планами отремонтировать собственность и использовать её как центр общественных мероприятий. Фонд управлял «Женским литературным клубом» для общественного пользования в течение двух лет, прежде чем выставить его на продажу или в аренду в январе 2015 года, где были проведены сотни культурных, концертных и частных мероприятий, которые познакомили несколько тысяч новых людей с этой архитектурной достопримечательностью.
22 апреля 2016 года данное культурное наследие продолжилось, когда Фонд наследия Юты продал собственность Photo Collective Studios из Солт-Лейк-Сити — группе художников и предпринимателей из поколения в поколение изобразительных искусств. Условия продажи не разглашаются, но для защиты исторического характера уникального интерьера и экстерьера здания была записана мера сохранения.
Попечительский совет Фонда наследия Юты решил найти нового управляющего для здания, и в январе 2015 года оно было выставлено на продажу или в аренду. Было внесено несколько предложений по повторному использованию здания, но попечительский совет удовлетворен тем, что предложение Photo Collective Studios было принято. тот, который в конечном итоге преуспел. «Студия Photo Collective Studios подарила нам вдохновляющую историю и страсть к сохранению искусства и творчества Солт-Лейк-Сити», — заявил Янис Беннион, председатель Попечительского совета. «Мы считаем, что их страсть распространяется и на сохранение архитектуры и историй, которые лежат в этих местах», — сказал Кирк Хаффакер, исполнительный директор Фонда наследия Юты. «Учитывая их деловую направленность и связь с творческим сообществом, их руководство „Женским литературным клубом“ предоставило уникальную возможность для развития постоянного сотрудничества, которое позволяет использовать здание и быть доступным для публики, а также продолжить наследие и идеалы „Женский литературный клуб“ для культурного обогащения».
После ремонта «Женского литературного клуба», директора отдали дань уважения его прошлому, переименовав историческое место в «Клубный дом».
С апреля по октябрь 2016 года в отеле ClubhouseSLC были проведены незначительные и капитальные ремонтные работы, в том числе заново отремонтированы оригинальные полы из твердых пород древесины.